# Malika Chaara
Malika Chaara (Eeklo 1 oktober 1980) is een Vlaams auteur.

## Biografie
Chaara is de dochter van een Marokkaanse vader en een Belgische moeder. Haar ouders scheidden toen ze vier jaar was. Ze werd voornamelijk opgevoed door haar moeder, maar haar vader bleef ze wekelijks zien. Chaara studeerde klinische psychologie in Gent, waardoor haar fascinatie voor de mens zich verder kon verdiepen en een theoretisch kader kreeg. Ze werkt als psycholoog in het Stedelijk Centrum voor Leerlingenbegeleiding in Antwerpen. Het werken met tieners en hun ouders gaf haar inspiratie als auteur.

## Werk
Chaara schrijft sinds haar jeugd en al op achtjarige leeftijd schreef ze het korte verhaal Huisnummer 18, een verhaal over een eenzame, oudere vrouw die haar dagen doorbrengt door uit haar raam te staren. Ze was een rustig kind en buiten spelen met leeftijdgenootjes zei haar niet veel, ze legde liever haar observaties vast. Vanaf haar twaalfde begon Chaara intensief te schrijven. Ze was een fervent lezer en schrijven werd voor haar een tweede natuur. Na het lezen van Juniper, een werk van de Britse schrijfster Monica Furlong, ontwikkelde zich in haar een onhoudbare spanning. Die verdween pas na het schrijven van haar eerste fantasy jeugdroman en tevens eerste lange verhaal.

## Prijs en publicaties
Mede door de stimulans van haar leerkracht Nederlands nam ze op haar zeventiende deel aan De Matilda Prijs, een schrijfwedstrijd voor jongeren. Hoofdprijs was de publicatie van het ingediende manuscript. Ze won de wedstrijd en in 1999 kwam het jeugdboek De tijd is een Cirkel uit. Het boek werd later bekroond met de Kinder- en Jeugdjury Vlaanderenprijs (2000) en met de Kleine Cervantes Prijs (2000). Ze werkte in 2006 mee aan "Kif Kif. Nieuwe stemmen uit Vlaanderen", een bundel verhalen van Nederlandse, Vlaamse, autochtone en allochtone jonge schrijvers. Met haar boek Gezegend boven alle vrouwen waagt ze zich in 2007 aan de volwassen literatuur.